# في-2 رقم. 13

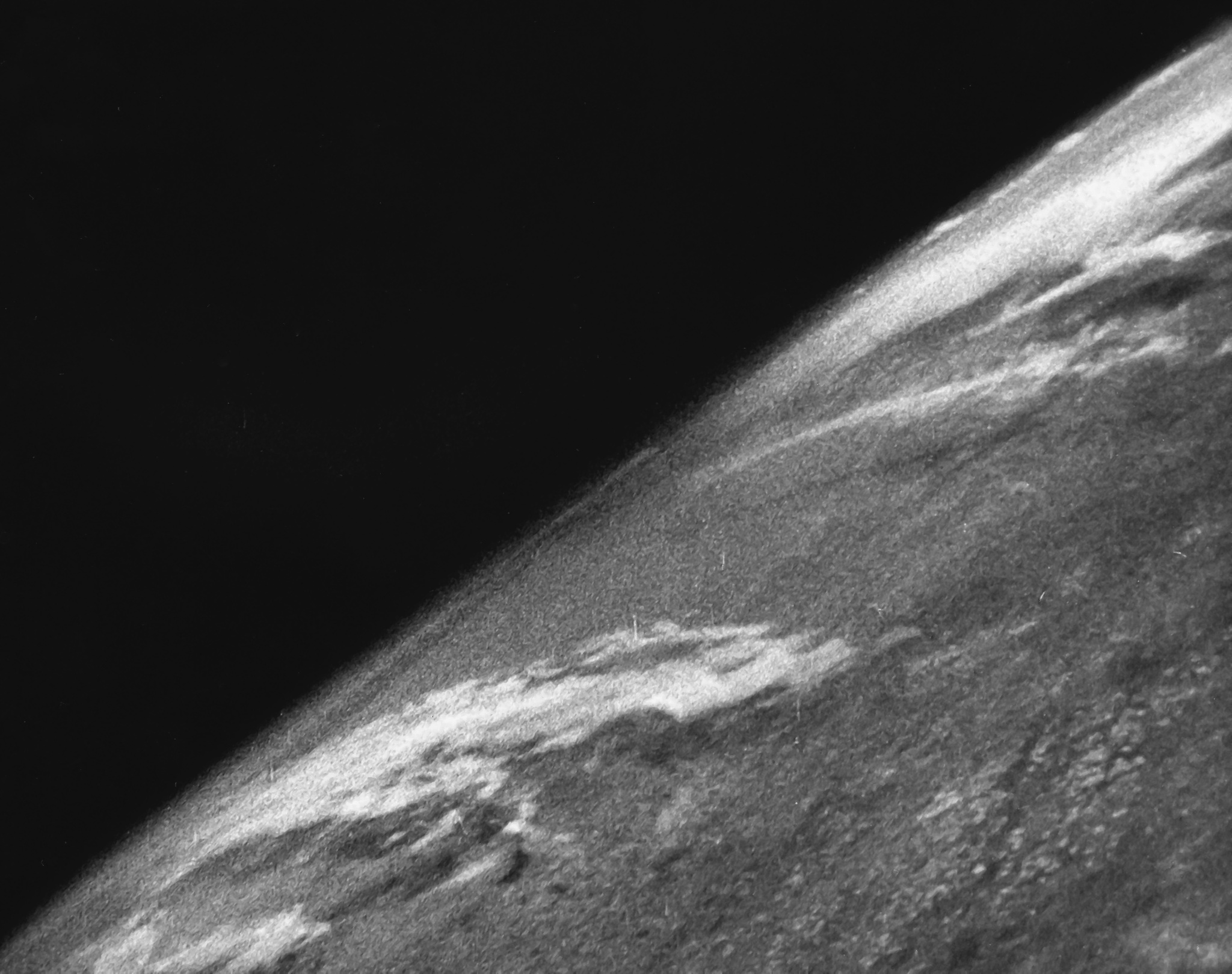
أول صورة للأرض من الفضاء

في-2 رقم. 13 (بالإنجليزية: V-2 No. 13) كان أول جسم من صنع الإنسان يقوم بالتقاط صورة للأرض من الفضاء الخارجي. أطلق الصاروخ في 24 أكتوبر 1946 من مدينة وايت ساندس في ولاية نيومكسيكو، الولايات المتحدة. بلغ الصاروخ ارتفاع 65 ميل (104.6 كم) في الفضاء.